# Gellius Snekanus
Jelle Hotses, også kendt som Gellius Snecanus (Frisius) eller Gellius Hotzenides, (født ca. 1525 i Sneek, død ca. 1596 i Leeuwarden) var en nederlandsk teolog og præst.
Han fungerede som præst i Giekerk, hvor han prædikede under åben himmel allerede før reformationen i 1565. Han blev også kendt som reformist i Friesland. Han flygtede til Østfrisland i 1567, men vendte tilbage mange gange. 
Han var en populær prædikant, men var også kendt som teolog. Fra 1583 blev han fritaget for at studere og skrev en række anonyme pamfletter til den mennonitiske kirke i Holland til støtte for en forandring af uddannelsen af teologer og var med dette var en af forgængerne for remonstranterne.